# Eloise Klein Healy
Eloise Klein Healy (* 1943 in El Paso, Texas) ist eine US-amerikanische Schriftstellerin und Hochschullehrerin.

## Leben
Eloise Healy wuchs in Iowa auf. In den 1970er und 1980er Jahren war sie in Los Angeles am Woman's Building tätig, einem feministischen Kulturzentrum der Westküste. Healy wurde 2012 die erste Poet Laureate of Los Angeles. Als Schriftstellerin veröffentlichte sie mehrere Werke und Anthologien. Sie war maßgeblich an der Leitung des Frauenstudienprogramms an der California State University, Northridge beteiligt und begann das MFA-Programm für Kreatives Schreiben an der Antioch University in Los Angeles, wo sie als Hochschullehrerin tätig war.

## Werke (Auswahl)
- Building Some Changes. (chapbook), (A Beyond Baroque New Book), Beyond Baroque Foundation, 1976, OCLC 2462676.
- A Packet Beating Like a Heart. Books of a Feather, 1981, OCLC 8463876.
- Artemis In Echo Park: Poetry. Firebrand Books, 1991, ISBN 0-932379-91-5.
- Women's Studies Chronicles. (= Laguna Poets Series. 99). The Inevitable Press, 1998, OCLC 1244849855.
- Passing. Red Hen Press, 2002, ISBN 1-888996-54-4.
- Ordinary Wisdom. Red Hen Press, 2005, ISBN 1-59709-056-5.
- The Islands Project. Red Hen Press, 2007, ISBN 978-1-59709-085-8.
- A Wild Surmise: New and Selected Poems and Recordings. Red Hen Press, 2013, ISBN 978-1-59709-759-8.

Anthologien (Herausgeberin)
- The Geography of Home: California's Poetry of Place. Heyday Books, 1999, ISBN 1-890771-19-8.
- Grand Passion: Poets of Los Angeles and Beyond. principal ed., Suzanne Lummis. Red Wind Books, 1995, ISBN 0-9622847-9-3.
- Intimate Nature: The Bond Between Women and Animals. eds., Barbara Peterson, Brenda Peterson and Deena Metzger. Ballantine Books, 1999, ISBN 0-449-91122-5.
- The World in Us: Lesbian and Gay Poetry of the Next Wave. eds., Michael Lassell, Elena Georgiou. St. Martin’s Press, 2000, ISBN 0-312-20943-6.
- Another City: Writing from Los Angeles. Hrsg. David L. Ulin. City Lights Publishers, 2001, ISBN 0-87286-391-3.

## Auszeichnungen und Preise (Auswahl)
- 2003: Finalistin für die Lambda Literary Awards
- 2016: Bill Whitehead Award
- sechs Nominierungen für den Pushcart Prize
- Großer Preis des Los Angeles Poetry Festivals